# هوهانس کارالیان
هوهانس استپانی کارالیان (ارمنی: Հովհաննես Ստեփանի Կարալյան؛ زاده ۱۸۹۱ - درگذشته نامعلوم ) نقاش اهل ارمنستان بود.

## زندگی‌نامه
وی در ۱۸۹۱ در ایروان در به دنیا آمد و از استودیوی ام. تویدزی تفلیس (۱۹۰۶–۱۹۱۰)فارغ‌التحصیل گشت. وی همچنین برنده جوایزی همچون نقاش شایسته ارمنستان شوروی (۱۹۶۷) شد. تاریخ و محل درگذشت نامعلوم است.

## یادداشت
1. ↑  Թիֆլիսի Մ. Թոիձեի ստուդիայու
2. ↑  թատերական նկարիչ